# Дресвянка (Шелотське сільське поселення)
Дресвя́нка (рос. Дресвянка) — присілок у складі Верховазького району Вологодської області, Росія. Входить до складу Шелотського сільського поселення.

## Населення
Населення — 19 осіб (2010; 19 у 2002).
Національний склад (станом на 2002 рік):
- росіяни — 100 %